# Emmanuel Milingo

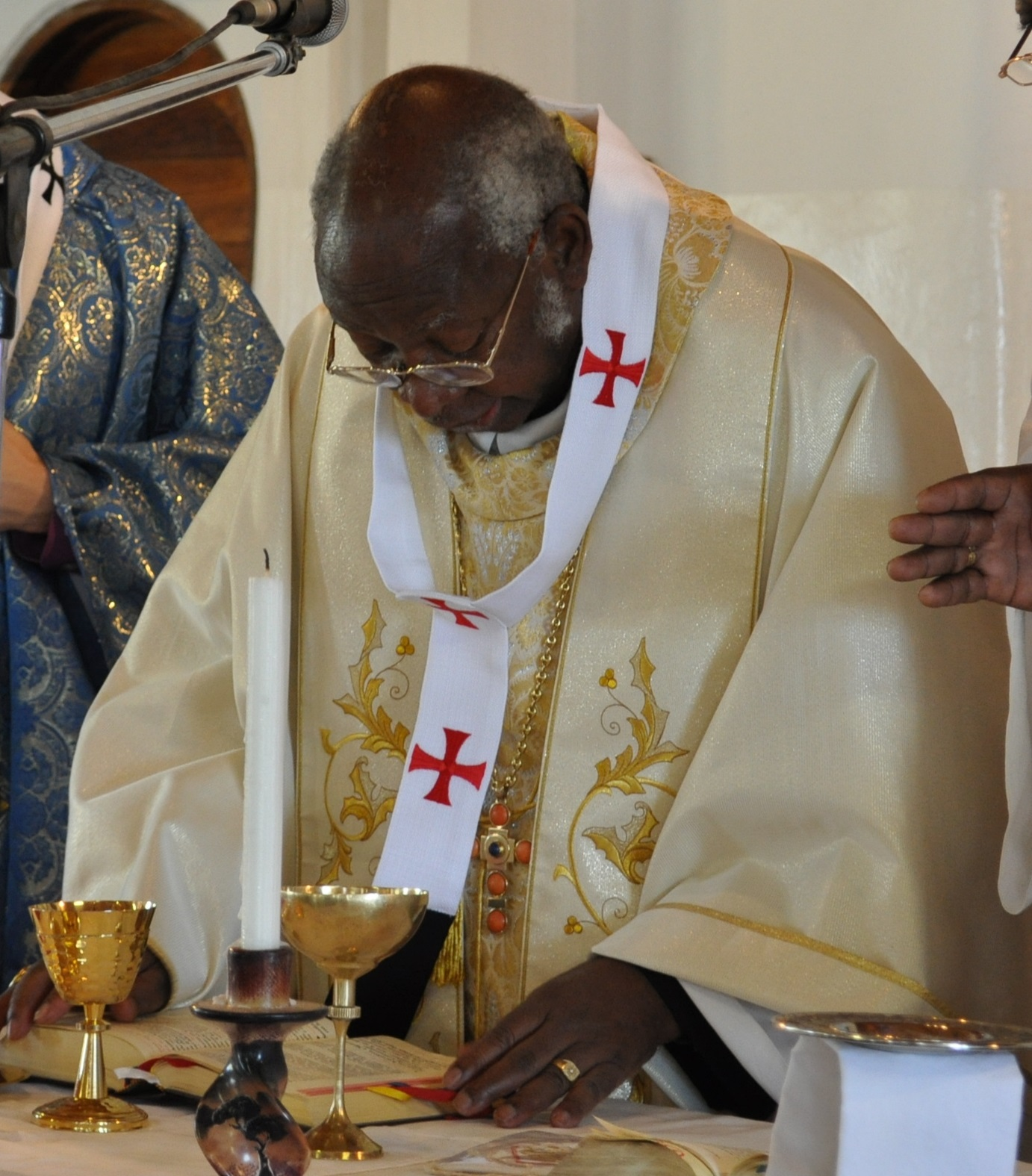
Emmanuel Milingo, 2009

Emmanuel Milingo (* 13. Juni 1930 in Nordrhodesien) ist ein ehemaliger römisch-katholischer Erzbischof und Exorzist.

## Leben
1958 empfing Emmanuel Milingo die Priesterweihe. Anschließend war er von 1963 bis 1966 Pfarrer in Chipata. 1969 wurde er von Papst Paul VI. zum Erzbischof von Lusaka (Sambia) ernannt; er war damals der jüngste Bischof Afrikas. Die Bischofsweihe am 1. August 1969 spendete ihm Paul VI. selbst.
1983 musste Emmanuel Milingo das Bischofsamt aufgeben, nachdem bekannt wurde, dass er Mashawe-Geister exorzierte. Im selben Jahr wurde er als Kurienerzbischof nach Rom versetzt und als „Apostolischer Delegat mit besonderen Aufgaben“ dem Päpstlichen Rat der Seelsorge für die Migranten und Menschen unterwegs zugeordnet. Milingo wurde daraufhin vor allem in Italien wegen seiner unkonventionellen Heilungsgottesdienste sehr bekannt. In Italien in vielen Diözesen nicht erwünscht, feierte er die Heilige Messe oft in Parks. Ende der 1990er Jahre veranstaltete er in Österreich Heilungsgottesdienste im „Freundeskreis von Erzbischof Milingo“. 
Im Mai 2001, im Alter von 71 Jahren, heiratete Milingo bei einer Massenhochzeit in New York die koreanische Ärztin Maria Sung. Die Trauung nahm dabei der Gründer der Vereinigungskirche, Sun Myung Moon, vor. Die Trauung und die Tatsache, dass ein ehemaliger Erzbischof zu einem Unterstützer der Vereinigungskirche geworden war, lösten international Aufsehen aus, zumal Milingo Anhänger in verschiedenen Ländern hatte. Zwar kehrte Milingo am 6. August 2001 in die Römisch-katholische Kirche zurück, doch schon einige Monate später zog er wieder zu seiner Frau.
Im Jahr 2006 kehrte er abermals zum katholischen Glauben und in die Obhut der Kirche zurück – unter anderem auf Drängen des Kardinals Tarcisio Bertone. Im selben Jahr nahm er wieder Kontakt mit der Vereinigungskirche und seiner Frau auf. Alle weiteren Vermittlungsversuche des Vatikans blieben erfolglos. Vielmehr weihte Milingo im September 2006 in Washington, D.C. vier verheiratete Männer ohne päpstliche Genehmigung zu Bischöfen. Damit besiegelte er den Bruch mit der Kirche. Als Antwort darauf stellte die katholische Kirche am 26. September 2006 die Exkommunikation Milingos – latae sententiae – fest.
Am 17. Dezember 2009 gab der Heilige Stuhl die Entlassung Milingos aus dem Klerikerstand bekannt. Gleichwohl weihte er weiter unerlaubt Priester.